# Kozare
Kozare (cyr. Козаре) – wieś w Serbii, w okręgu jablanickim, w mieście Leskovac. W 2011 roku liczyła 318 mieszkańców.